# Delta pseudodimidiatipenne
Delta pseudodimidiatipenne är en stekelart som först beskrevs av Giordani Soika 1944.  Delta pseudodimidiatipenne ingår i släktet Delta och familjen Eumenidae. Inga underarter finns listade i Catalogue of Life.